# 塞西耶尔-叙济
塞西耶尔-叙济（法語：Cessières-Suzy，法語發音：[sɛsjɛʁ syzi]）是法国埃纳省的一个市镇，属于拉昂区。该市镇于2019年由原市镇塞西耶尔和叙济合并而成。

## 地理
塞西耶尔-叙济（49°33'30"N, 3°29'47"E）面积20.21 平方千米，位于法国上法蘭西大區埃纳省，该省份为法国北部内陆省份，北起北部省，西接索姆省和瓦兹省，东临阿登省和马恩省，西南至塞纳-马恩省，东北部与比利时接壤。
与塞西耶尔-叙济接壤的市镇（或旧市镇、城区）包括：比西莱塞尔尼、大阿尼济、拉尼斯库尔、莫兰沙尔、蒙巴万、普雷蒙特雷、圣戈班、维西尼库尔。
塞西耶尔-叙济的时区为UTC+01:00、UTC+02:00（夏令时）。

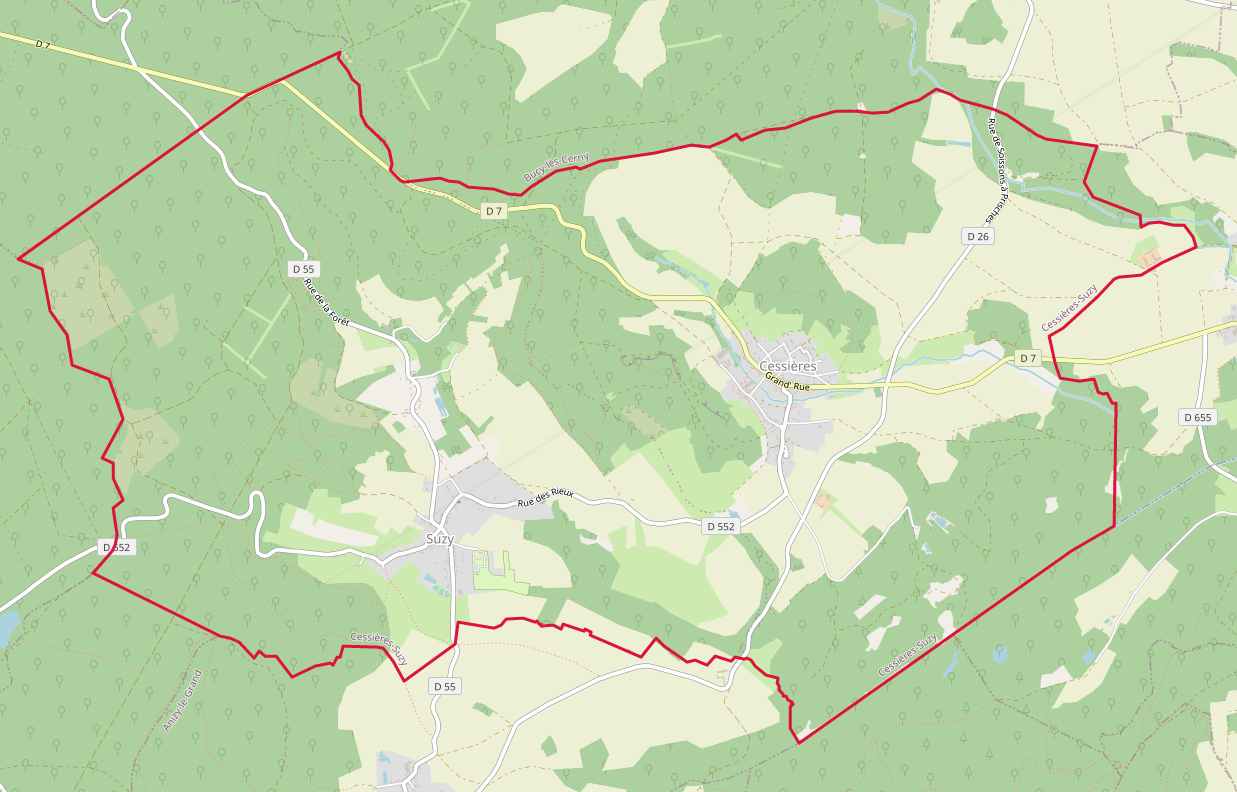
塞西耶尔-叙济的OSM定位图

## 行政
塞西耶尔-叙济的邮政编码为02320，INSEE市镇编码为02153。

## 政治
塞西耶尔-叙济所属的省级选区为拉昂第一县。

## 人口
塞西耶尔-叙济于2022年1月1日时的人口数量为796人。